# Трей Азагтот
Джордж Мичель Эммануэль III (англ. George Michel Emmanuel III, род. 26 марта 1965, Беллингхем, Вашингтон), более известный под сценическим именем Трей Азагтот (англ. Trey Azagthoth) — американский музыкант, известный по своему участию в дэт-метал группе Morbid Angel.

## Музыкальная деятельность
Музыкальной деятельностью Азагтот начал заниматься ещё в 16 лет. В 19 лет вместе с басистом Далласом Уордом и ударником Майком Браунингом основал группу Heretic, ныне известную под названием Morbid Angel.

## Философия
Трей Азагтот сторонник позиции индивидуализма, негативного отношения не только к христианству, но и ко всем прочим религиям. Музыка группы Morbid Angel, по словам Трея, не направлена на агрессию к человеку и на разрушение. Она является движущей силой, проистекающей из самих музыкантов, ведущей к раскрепощению и свободе. Трей не одобряет насилие и грабежи, а лишь призывает людей мыслить самостоятельно, избегая внушения, которое оказывает политика, религия и общественное мнение.

Моя основная цель — это непрерывное развитие. Хочется побольше всего узнать, постоянно расширять горизонты своего разума
Азагтот (Азатот) — это творческий псевдоним музыканта, происходящий из «мифов Ктулху» Г. Ф. Лавкрафта (см. Азатот).
Имя Trey намекает на цифру три в настоящем имени этого гитариста — Эмануэль Третий (Emmanuel III).
Трей: «В детстве я был аутсайдером. Я был странным, непонятным для других мальчишкой. Не вписывался ни в школьное образование, ни в собственную семью. По большому счету, я всегда был зловещим. Не плохим, а именно зловещим. Дело в том, что во мне мало человеческого. Да, я понимаю чужую людскую теплоту, но при этом сам ее не излучаю».

## Увлечения
Имеет внушительную коллекцию пистолетов. Является активным геймером, среди любимых игр Doom и Quake 3.
Трей (из интервью, сентябрь 2000): «Большую часть времени играю в игру „Quake III: Arena“. У меня есть свой собственный клан — „Души Морские“. Кому интересно, заходите на этот сайт, оцените — www.morbidangel.com/sailorsouls — члены моего сообщества могут играть со мной и ежедневно общаться часами. При этом они знают о том, что я войду в сеть для того, чтобы их убивать».
А ещё Трей писал фельетоны для музыкального журнала Guitar World.